# Katedrála v Malaze
Katedrála v Malaze, celým názvem Katedrální bazilika Vtělení svaté církve (španělsky Santa Iglesia Catedral Basílica de la Encarnación) je římskokatolický kostel ve městě Malaga na jihu Španělska. Byla postavena v letech 1528 až 1782 podle plánů Diega Siloea, v renesančním slohu s barokní fasádou. Severní věž je vysoká 84 metrů, což z chrámu činí druhou nejvyšší katedrálu v Andalusii, po Giraldě v Seville. Jižní věž zůstala nedokončena. Proto je katedrála někdy nazývána La Manquita ("Jednoruká dáma"). Tradice říká, že prostředky na dokončení katedrály byly obětovány na podporu severoamerických kolonií, jež se vzbouřily proti britské nadvládě. Existují ale i teorie, že ve skutečnosti byly použity na stavbu silnice. Na výtvarné výzdobě se podílel například Enrique Simonet. Katedrála má též velkou hudební tradici, působil v ní mj. Cristóbal de Morales.